# Victor Lwowski

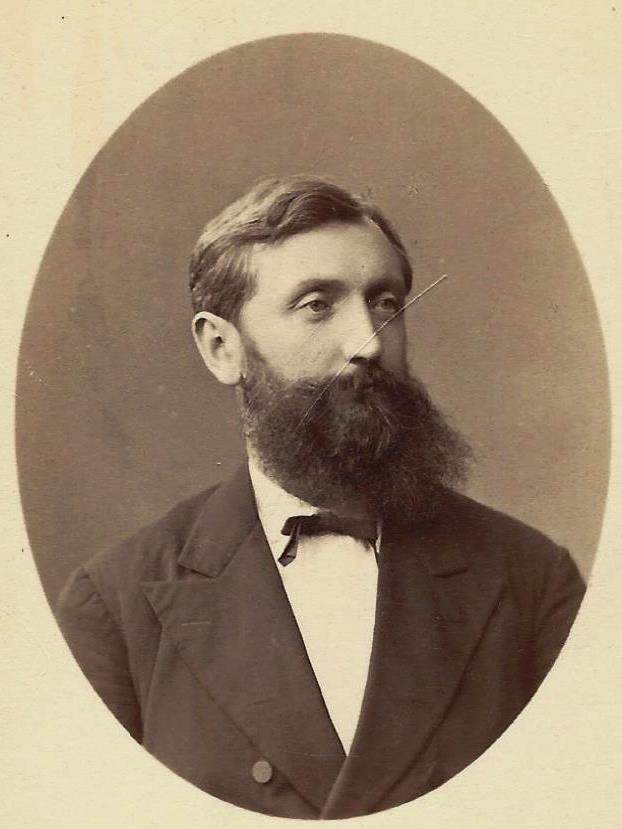
Victor Lwowski, Foto von Friedrich Anders-Paltzow, Halle/Saale

Victor Lwowski (* 24. November 1841 in Alt Karmunkau, Lkr. Rosenberg, Oberschlesien; † 23. August 1917 in Halle (Saale)) war ein deutscher Ingenieur und Unternehmer.

## Leben
Im Jahr 1872 gründete Lwowski, der in Berlin Ingenieurwissenschaften studiert hatte, in Halle an der Saale das Unternehmen Victor Lwowski, Maschinen- und Dampfkessel-Fabrik, die Maschinen und Apparate für Brennereien und Zuckerfabriken für die Absatzgebiete Deutschland, Russland und Schweden produzierte.
Lwowski war Initiator und von 1879 bis 1881 leitender Vorsitzender des Vorstands der Gewerbe- und Industrieausstellung 1881 zu Halle, die als anerkannt größte Wirtschaftsausstellung Deutschlands im 19. Jahrhundert zu den ersten und relevantesten Ausstellungen dieser Art im Deutschen Kaiserreich gehörte.
Lwowski war eine gestaltende Figur im wirtschaftlichen und politischen Leben der Stadt Halle: Insgesamt war er sechzehn Jahre lang Stadtverordneter in Halle, er war Mitglied des Kuratoriums des Gas- und Wasserwerks und der Steuereinschätzungskommission, ehrenamtlicher Handelsrichter, Freimaurer und Mitglied im Aufsichtsrat der Kröllwitzer Papierfabrik.
Lwowski war im Jahr 1866 dem Verein Deutscher Ingenieure (VDI) mit der Mitgliedsnummer 1119 beigetreten. Von 1883 bis 1887 war er Vorsitzender des Thüringischen Bezirksvereins des VDI, 1890 wurde er Vorstandsmitglied des VDI. In den Jahren 1891, 1894 und 1895 amtierte Lwowski als erster Vorsitzender (heutige Bezeichnung: „Präsident“) des VDI. Der Thüringische Bezirksverein des VDI ernannte ihn zu seinem Ehrenmitglied.
Mit seiner Frau Bianca Charlotte Lwowski geb. Lüdicke (* 6. Februar 1849 in Köthen, Anhalt; † 12. Februar 1906 in Halle (Saale)) hatte er zwei Söhne (Hermann Lwowski, Walter Lwowski) und vier Töchter.